# SBS 생활경제
《SBS 생활경제》(SBS LIFE ECONOMY)는 SBS TV에서 2009년 10월 5일부터 2019년 2월 15일까지 방송했던 경제 정보 프로그램으로 SBS CNBC(현재 SBS Biz)가 제작했다.

## 개요
신설 당시에는 생활경제 뉴스쇼 프로그램이었고 다른 뉴스 프로그램들과 같이 SBS 보도본부가 제작해 담당했으나 2013년 새해 개편에 따라 2012년 12월 31일부터 SBS CNBC가 제작을 담당하게 됐고 2015년 11월 20일부터 생활경제 정보 프로그램으로 전환됐다.

## 방송 시간
| 방송 채널 | 방송 기간                           | 방송 시간                                 | 방송 분량 |
| --------- | ----------------------------------- | ----------------------------------------- | --------- |
| SBS TV    | 2009년 10월 5일 ~ 2014년 10월 24일  | 매주 평일 오전 11시 ~ 오후 12시           | 1시간     |
| SBS TV    | 2014년 10월 27일 ~ 2015년 11월 20일 | 매주 평일 오전 10시 30분 ~ 오전 11시 30분 | 1시간     |
| SBS TV    | 2015년 11월 23일 ~ 2016년 2월 12일  | 매주 평일 오전 10시 30분 ~ 오전 11시 10분 | 40분      |
| SBS TV    | 2016년 2월 15일 ~ 2018년 6월 8일    | 매주 평일 오전 10시 25분 ~ 오전 11시      | 35분      |
| SBS TV    | 2018년 6월 11일 ~ 2019년 2월 15일   | 매주 평일 오전 10시 30분 ~ 오전 11시      | 30분      |

## MC

### 남성
| 대수 | 진행자                 | 진행 기간                          | 비고  |
| ---- | ---------------------- | ---------------------------------- | ----- |
| 1대  | 정석문 아나운서        | 2009년 10월 5일 ~ 2018년 12월 28일 | [ 2 ] |
| 2대  | 염용석 아나운서팀 부장 | 2019년 1월 2일 ~ 2019년 2월 15일   |       |

### 여성
| 대수 | 진행자                 | 진행 기간                          | 비고  |
| ---- | ---------------------- | ---------------------------------- | ----- |
| 1대  | 김성경 前 아나운서     | 2009년 10월 5일 ~ 2010년 4월 9일   |       |
| 2대  | 류이라 아나운서        | 2010년 4월 12일 ~ 2011년 3월 18일  |       |
| 3대  | 최영주 아나운서        | 2011년 3월 21일 ~ 2018년 11월 15일 | [ 5 ] |
| 4대  | 이현경 아나운서팀 부장 | 2018년 11월 19일 ~ 2019년 2월 15일 |       |

## 지역 방송국 프로그램
- TJB TV, CJB TV, TBC TV, kbc TV는 방송 중에 지역 뉴스를 방송했다.

| 방송국 | 방송 권역                          | 프로그램                               | 방송 시간                              |
| ------ | ---------------------------------- | -------------------------------------- | -------------------------------------- |
| G1 TV  | 강원특별자치도                     | 해피데이 스페셜                        | 매주 평일 오전 10시 30분 ~ 오전 11시   |
| KNN TV | 부산광역시 경상남도                | KNN 뉴스와 생활경제                    | 매주 평일 오전 10시 30분 ~ 오전 11시   |
| JTV TV | 전북특별자치도                     |                                        | 매주 월요일 오전 10시 30분 ~ 오전 11시 |
| JTV TV | 전북특별자치도                     | 매주 화요일 오전 10시 30분 ~ 오전 11시 |                                        |
| JTV TV | 전북특별자치도                     | 매주 수요일 오전 10시 30분 ~ 오전 11시 |                                        |
| JTV TV | 전북특별자치도                     | 매주 목요일 오전 10시 30분 ~ 오전 11시 |                                        |
| JTV TV | 전북특별자치도                     | 매주 금요일 오전 10시 30분 ~ 오전 11시 |                                        |
| kbc TV | 광주광역시 전라남도                | kbc 생활뉴스                           | 매주 평일 오전 10시 40분 ~ 오전 11시   |
| CJB TV | 충청북도                           | CJB 뉴스 (1040)                        | 매주 평일 오전 10시 40분 ~ 오전 11시   |
| TBC TV | 대구광역시 경상북도                | TBC 뉴스 (1045)                        | 매주 평일 오전 10시 45분 ~ 오전 11시   |
| TJB TV | 대전광역시 세종특별자치시 충청남도 | TJB 뉴스 (1050)                        | 매주 평일 오전 10시 50분 ~ 오전 11시   |

## 타이틀 변천사
| 기수 | 프로그램 타이틀 | 방송 기간                         |
| ---- | --------------- | --------------------------------- |
| 1기  | SBS 생활경제    | 2009년 10월 5일 ~ 2019년 2월 15일 |

## 경쟁 프로그램
- 경제매거진 M (MBC TV)